# Seiches-sur-le-Loir
Seiches-sur-le-Loir és un municipi francès situat al departament de Maine i Loira i a la regió de País del Loira. L'any 2007 tenia 3.042 habitants.

## Demografia

### Població
El 2007 la població de fet de Seiches-sur-le-Loir era de 3.042 persones. Hi havia 1.098 famílies de les quals 254 eren unipersonals (107 homes vivint sols i 147 dones vivint soles), 301 parelles sense fills, 470 parelles amb fills i 73 famílies monoparentals amb fills.
La població ha evolucionat segons el següent gràfic:
Habitants censats

### Habitatges
El 2007 hi havia 1.232 habitatges, 1.113 eren l'habitatge principal de la família, 53 eren segones residències i 66 estaven desocupats. 1.046 eren cases i 181 eren apartaments. Dels 1.113 habitatges principals, 668 estaven ocupats pels seus propietaris, 419 estaven llogats i ocupats pels llogaters i 26 estaven cedits a títol gratuït; 20 tenien una cambra, 68 en tenien dues, 210 en tenien tres, 274 en tenien quatre i 540 en tenien cinc o més. 788 habitatges disposaven pel capbaix d'una plaça de pàrquing. A 453 habitatges hi havia un automòbil i a 526 n'hi havia dos o més.

### Piràmide de població
La piràmide de població per edats i sexe el 2009 era:
| Homes | Edats   | Dones |
| ----- | ------- | ----- |
| 0     | 95 o +  | 4     |
| 4     | 90 a 94 | 24    |
| 20    | 85 a 89 | 52    |
| 8     | 80 a 84 | 16    |
| 44    | 75 a 79 | 76    |
| 80    | 70 a 74 | 44    |
| 48    | 65 a 69 | 68    |
| 32    | 60 a 64 | 28    |
| 32    | 55 a 59 | 40    |
| 68    | 50 a 54 | 64    |
| 104   | 45 a 49 | 72    |
| 56    | 40 a 44 | 92    |
| 88    | 35 a 39 | 64    |
| 116   | 30 a 34 | 136   |
| 72    | 25 a 29 | 56    |
| 44    | 20 a 24 | 92    |
| 108   | 15 a 19 | 76    |
| 72    | 10 a 14 | 76    |
| 60    | 5 a 9   | 80    |
| 96    | 0 a 4   | 92    |

## Economia
El 2007 la població en edat de treballar era de 1.783 persones, 1.390 eren actives i 393 eren inactives. De les 1.390 persones actives 1.279 estaven ocupades (695 homes i 584 dones) i 111 estaven aturades (49 homes i 62 dones). De les 393 persones inactives 126 estaven jubilades, 118 estaven estudiant i 149 estaven classificades com a «altres inactius».

### Ingressos
El 2009 a Seiches-sur-le-Loir hi havia 1.150 unitats fiscals que integraven 2.943,5 persones, la mediana anual d'ingressos fiscals per persona era de 16.552 €.

### Activitats econòmiques
Dels 168 establiments que hi havia el 2007, 3 eren d'empreses extractives, 5 d'empreses alimentàries, 3 d'empreses de fabricació de material elèctric, 10 d'empreses de fabricació d'altres productes industrials, 24 d'empreses de construcció, 26 d'empreses de comerç i reparació d'automòbils, 10 d'empreses de transport, 7 d'empreses d'hostatgeria i restauració, 14 d'empreses financeres, 7 d'empreses immobiliàries, 27 d'empreses de serveis, 18 d'entitats de l'administració pública i 14 d'empreses classificades com a «altres activitats de serveis».
Dels 44 establiments de servei als particulars que hi havia el 2009, 1 era una oficina d'administració d'Hisenda pública, 1 gendarmeria, 1 oficina de correu, 3 oficines bancàries, 2 funeràries, 2 tallers de reparació d'automòbils i de material agrícola, 1 taller d'inspecció tècnica de vehicles, 1 autoescola, 3 paletes, 3 guixaires pintors, 5 fusteries, 5 lampisteries, 3 electricistes, 1 empresa de construcció, 3 perruqueries, 2 veterinaris, 3 restaurants, 3 agències immobiliàries i 1 saló de bellesa.
Dels 7 establiments comercials que hi havia el 2009, 2 eren fleques, 1 una carnisseria, 1 una llibreria, 1 una botiga de roba i 2 floristeries.
L'any 2000 a Seiches-sur-le-Loir hi havia 28 explotacions agrícoles que ocupaven un total de 960 hectàrees.

## Equipaments sanitaris i escolars
El 2009 hi havia 1 farmàcia i 1 ambulància.
El 2009 hi havia 1 escola maternal i 1 escola elemental. Seiches-sur-le-Loir disposava d'un col·legi d'educació secundària amb 610 alumnes.

## Poblacions més properes
El següent diagrama mostra les poblacions més properes.